# Arpshagen
Arpshagen ist ein Ortsteil der Stadt Klütz im Landkreis Nordwestmecklenburg in Mecklenburg-Vorpommern.

## Geografie und Verkehrsanbindung
Arpshagen liegt westlich der Kernstadt Klütz. Die Landesstraße L 01 verläuft nordöstlich und die L 03 südöstlich. Der Klützer Bach fließt östlich. Westlich und südwestlich vom Ort erstreckt sich das etwa 2600 ha große Landschaftsschutzgebiet Lenorenwald (siehe Liste der Landschaftsschutzgebiete in Mecklenburg-Vorpommern, L 113).

## Sehenswürdigkeiten
In der Liste der Baudenkmale in Klütz sind für Arpshagen zwei Baudenkmale aufgeführt:
- Gutshaus und Stall (An der Chaussee 10)
- ehemaliges Inspektoren- und Schweizerhaus (An der Chaussee 9)

## Persönlichkeiten

### Söhne und Töchter des Ortes
- Jakob Levin von Plessen (1701–1761), schwedischer Oberhofmarschall und Dompropst im Hochstift Lübeck